# 1937 في الصين
فيما يلي قوائم الأحداث التي وقعت خلال عام 1937 في الصين.

## مواليد

### يناير
- 1 يناير – ليو ون جين موسيقي صيني.

### فبراير
- 8 فبراير – هاري وو ناشط صيني.[1]

### يوليو
- 7 يوليو – تونغ تشو هوا
- 10 يوليو – ألفرد تشو مهندس من الولايات المتحدة الأمريكية.

## وفيات

### يناير
- 1 يناير – باي تزو-لى
- 1 يناير – ما زانكانغ